# Pseudosquillana richeri
Pseudosquillana richeri is een bidsprinkhaankreeftensoort uit de familie van de Pseudosquillidae. De wetenschappelijke naam van de soort is voor het eerst geldig gepubliceerd in 1991 door Moosa.